# Engelse poon
De Engelse poon (Chelidonichthys cuculus) is een straalvinnige vis uit de familie van ponen (Triglidae) en behoort derhalve tot de orde van schorpioenvisachtigen (Scorpaeniformes).

## Algemeen
De vis kan een lengte bereiken van 50 cm. De hoogst geregistreerde leeftijd is 21 jaar.  
Met de spieren aan zijn zwemblaas maakt hij trommelgeluiden.

## Leefomgeving
De Engelse poon is een zoutwatervis. De vis prefereert een gematigd klimaat en leeft hoofdzakelijk in de Atlantische Oceaan. Bovendien komt de Engelse poon voor in de Middellandse Zee. De diepteverspreiding is 15 tot 400 m onder het wateroppervlak.

De Engelse poon komt vooral voor langs de Engelse en Ierse kusten, van daar de naam. Deze poon komt weliswaar ook voor in de Noordzee, maar is zeldzaam langs de kusten van de Lage Landen.

## Relatie tot de mens
De Engelse poon is voor de beroepsvisserij van beperkt belang en ook niet populair bij zeehengelaars. 